# UFC 116
UFC 116: Lesnar vs. Carwin var en mixed martial arts-gala arrangerad av Ultimate Fighting Championship (UFC) i Las Vegas, USA den 3 juli 2010. Uppskattningar säger att galan sålde mellan 1,05 och 1,16 miljoner payperview-biljetter vilket skulle innebära att det var den näst bäst säljande UFC-galan genom tiderna efter UFC 100 som sålde 1,66 miljoner ppv-biljetter.

## Bakgrund
Huvudmatchen var en titelmatch i tungviktsdivisionen mellan den regerande mästaren Brock Lesnar och interim-mästaren Shane Carwin. De båda skulle först ha mötts vid UFC 106 och sedan UFC 108 men Lesnar tvingades ställa in på grund av allvarlig sjukdom. Carwin fick istället gå en match om en interim-titel mot Frank Mir på UFC 111 där vinnaren skulle få möta Lesnar då han återhämtat sig. Några dagar innan galan meddelade UFC:s vd Dana White att vinnaren mellan Lesnar och Carwin skulle möta Cain Velasquez.
Matchen mellan Krzysztof Soszynski och Stephan Bonnar var en returmatch från deras match vid UFC 110. Då avbröts matchen i den tredje ronden på grund av en skada (cut) i Bonnars ansikte efter att Soszynski (oavsikligt) skallat honom. Soszynski dömdes som vinnare vilket var ett kontroversiellt beslut då skadan uppkommit efter olaglig kontakt (skallning) från hans sida. Bonnar överklagade beslutet och ville få resultatet ändrat till no-contest men överklagan avslogs.
Ett antal matcher på kortet fick ombokas på grund av skador, bland annat fick Wanderlei Silva lämna återbud till matchen mot Yoshihiro Akiyama (Silva ersattes av Chris Leben), Cheick Kongo fick lämna återbud till matchen mot Roy Nelson (Kongo ersattes av Junior dos Santos och matchen ombokades till UFC 117), och matchen mellan Alessio Sakara och Nate Marquardt ställdes in helt efter att Sakaras far avlidit.

## Resultat

### Underkort
|                            | Jon Madsen            | Tungvikt | Karlos Vemola |  |
| Segrare: enhälligt domslut | (30-27, 30-27, 30-27) |          |               |  |

|                        | Daniel Roberts        | Weltervikt | Forrest Petz |  |
| Segrare: delat domslut | (29-28, 29-28, 28-29) |            |              |  |

|                                 | Gerald Harris | Mellanvikt | Dave Branch |  |
| Segrare: KO efter 2:35 i rond 3 |               |            |             |  |

|                        | Kendall Grove         | Mellanvikt | Goran Reljic |  |
| Segrare: delat domslut | (30-27, 28-29, 29-28) |            |              |  |

|  | Seth Petruzelli | Lätt tungvikt                                    | Ricardo Romero |  |
|  |                 | Segrare: submission (armlås) efter 3:05 i rond 2 |                |  |

|                                         | Brendan Schaub | Tungvikt | Chris Tuchscherer |  |
| Segrare: TKO (slag) efter 1:07 i rond 1 |                |          |                   |  |

### Huvudkort
|                            | George Sotiropoulos   | Lättvikt | Kurt Pellegrino |  |
| Segrare: enhälligt domslut | (30-27, 30-27, 29-28) |          |                 |  |

|  | Krzysztof Soszynski | Lätt tungvikt                           | Stephan Bonnar |  |
|  |                     | Segrare: TKO (slag) efter 3:08 i rond 2 |                |  |

|                                                               | Chris Lytle | Weltervikt | Matt Brown |  |
| Segrare: submission (triangel och armlås) efter 2:02 i rond 2 |             |            |            |  |

|  | Yoshihiro Akiyama | Mellanvikt                                         | Chris Leben |  |
|  |                   | Segrare: submission (triangel) efter 4:40 i rond 3 |             |  |

|                                                       | Brock Lesnar (M) | Tungvikt Titelmatch | Shane Carwin |  |
| Segrare: submission (armtriangel) efter 2:19 i rond 2 |                  |                     |              |  |

## Bonusar
En bonus på $75 000 delas ut till Kvällens match, Kvällens knockout samt Kvällens submission.
- Kvällens match: Krzysztof Soszynski mot Stephan Bonnar och Yoshihiro Akiyama mot Chris Leben
- Kvällens knockout: Gerald Harris
- Kvällens submission: Brock Lesnar

### Webbkällor
- ”UFC 116 Results & Live Play-by-Play”. sherdog.com. http://www.sherdog.com/news/articles/UFC-116-Results-amp-Live-Play-by-Play-25286. Läst 14 januari 2011.

### Fotnoter
1. 1 2  ”UFC 116 nabs $4,053,990 at the gate with 9,218 tickets sold on July 3”. mmajunkie.com. http://www.mmamania.com/2010/7/14/1569980/ufc-116-nabs-4053990-at-the-gate#comments. Läst 14 januari 2011.
2. ↑  ”UPDATE: Information on UFC 116 buyrate: Could be 2nd highest in company history”. mmaforreal.com. http://www.mmaforreal.com/2010/7/7/1557743/information-on-ufc-116-buyrate. Läst 14 januari 2011.
3. ↑  ”White: No Return in Sight for Ill Lesnar”. sherdog.com. http://www.sherdog.com/news/news/White-No-Return-in-Sight-for-Ill-Lesnar-20949. Läst 14 januari 2011.
4. ↑  ”UFC's White confirms Velasquez fights UFC 116's Lesnar vs. Carwin winner”. mmajunkie.com. Arkiverad från originalet den 25 maj 2012. https://archive.is/20120525132821/http://mmajunkie.com/news/19769/ufcs-white-confirms-velasquez-fights-ufc-116s-lesnar-vs-carwin-winner.mma%23comments. Läst 14 januari 2011.
5. ↑  ”Krzysztof Soszynski vs. Stephan Bonnar rematch targeted for UFC 116 in July”. mmajunkie.com. Arkiverad från originalet den 25 maj 2012. https://archive.is/20120525132821/http://mmajunkie.com/news/18494/krzysztof-soszynski-vs-stephan-bonnar-rematch-targeted-for-ufc-116-in-july.mma. Läst 14 januari 2011.
6. ↑  ”Wanderlei Silva Off UFC 116”. mmafighting.com. http://www.mmafighting.com/2010/06/22/wanderlei-silva-off-ufc-116. Läst 14 januari 2011.
7. ↑  ”Roy Nelson vs. Junior Dos Santos in the works for UFC 117 main card”. mmajunkie.com. Arkiverad från originalet den 25 maj 2012. https://archive.is/20120525132836/http://mmajunkie.com/news/19070/roy-nelson-vs-junior-dos-santos-in-the-works-for-ufc-117-main-card.mma. Läst 14 januari 2011.
8. ↑  ”Report: Alessio Sakara withdraws from UFC 116 fight with Nate Marquardt”. mmamania.com. http://www.mmamania.com/2010/5/2/1454804/report-alessio-sakara-withdraws. Läst 14 januari 2011.
9. ↑  ”UFC 116 fighter bonuses: Six fighters each earn $75,000 awards”. mmajunkie.com. Arkiverad från originalet den 25 maj 2012. https://archive.is/20120525132833/http://mmajunkie.com/news/19805/ufc-116-fighter-bonuses-six-fighters-each-earn-75k-awards.mma. Läst 12 januari 2011.